# 삼성 갤럭시 탭 3 8.0
삼성 갤럭시 탭 3 8.0(Samsung GALAXY Tab 3 8.0)는 삼성전자가 제조/판매하는 안드로이드 태블릿 컴퓨터로, 갤럭시 탭 7.7의 후속 제품이다.
2013년 6월 2일에 삼성전자 공식블로그인 삼성투모로우를 통하여 발표하여, 2013년 7월 8일에 출시했다.

## 연혁
- 2013년 6월 2일 : 제품 공개[4][5]
- 2013년 7월 8일 : 미국에서 출시[6]

## 색상
- 화이트
- 골드 브라운

## 운영 체제/소프트웨어

### 안드로이드 4.2 젤리빈
안드로이드 OS 4.2.2 젤리빈을 탑재하여 출시했다.

#### 특수 기능
- 스토리 앨범 : 촬영한 사진을 메모, 위치정보, 날씨 등 다양한 내용과 함께 담아 마음에 드는 디지털 앨범으로 만든다.

이렇게 꾸민 디지털 앨범을 온라인으로 주문하여 실물 앨범으로 배송하는 것도 가능하다.
- 그룹 플레이 : 와이파이 다이렉트 프로토콜을 사용하여 동일한 와이파이 환경에서 그룹 플레이에 참여한 단말기의 연결을 통해 하나의 동작을 공유한다.

- S 트레버

- S 번역기 : 이메일, 문자, 챗온 메시지 등을 송수신 중 바로 번역해 텍스트나 음성으로 번역한다.

### 안드로이드 4.4 킷캣
2014년 6월 14일 T310 모델에 대한 안드로이드 4.4.2 킷캣 업그레이드가 시작되었다.

## 같이 보기
- 삼성 갤럭시 노트 8.0
- 삼성 갤럭시 탭 3 7.0
- 삼성 갤럭시 탭 3 10.1